# Nir Zidkyahu
Nir Zidkyahu (nacido en noviembre de 1967, en Rishon LeZion, Israel) es un destacado baterista de estudio, y hermano del baterista de Blackfield, llamado Tomer Z. Tocó las baterías para ocho canciones de la banda Genesis en el álbum Calling All Stations de 1997, y se unió posteriormente a la banda para la gira de dicho álbum, en 1998.
En el 2001 tocó la batería para el álbum "Room for Squares de John Mayer. Desde entonces tocó la batería e hizo la percusión para proyectos importantes de varios artistas, tales como Jason Mraz, Joss Stone, Alana Davis, y más recientemente en 2006, continuó asentando su reputación como un gran baterista de estudio al grabar junto a Chris Cornell su segundo álbum como solista, llamado ""Carry On" y lanzado en 2007.
Paradójicamente Zidkyahu toca en la canción de Cornell llamada "No Such Thing" y también en la canción de Mayer con el mismo nombre.
- Datos: Q377187